# Faial da Terra
Faial da Terra es una freguesia portuguesa perteneciente al municipio de Povoação, situado en la Isla de São Miguel, Región Autónoma de Azores. Posee un área de 12,69 km² y una población total de 377 habitantes (2001). La densidad poblacional asciende a 29,7 hab/km². Se encuentra a una latitud de 37°44' N y una longitud 25°12' O. La freguesia se encuentra a 70 m s. n. m. Las actividades económicas principales son la ganadería y el comercio.
- Datos: Q2451572
- Multimedia: Faial da Terra (Povoação) / Q2451572

1. ↑  Worldpostalcodes.org,código postal n.º 9650-114.